# ビリー・ネルソン
ビリー・ネルソン (Billy "Bass" Nelson、本名ウィリアム・ネルソン・ジュニア William Nelson, Jr.、1951年1月28日 - ）はアメリカ合衆国のミュージシャンでベーシスト、ギタリスト。ニュージャージー州プレインフィールド生まれ。Pファンク（ファンカデリック）のオリジナルベーシスト。ファンカデリックの命名者である。

## 来歴
ビリーは、ステュワート・ブラザーズというゴスペルグループのギタリストの父の子として生まれた。ビリーはスクールバンドでトランペットを吹いていたが、父はビリーにギターを買い与え、ギターを弾くようになった。1958年5月30日、7歳のビリーはジョージ・クリントンと出会い、彼の床屋で床掃除をしたり、床屋の客のために歌を歌ったり踊ったりする仕事をするようになった。またビリーは10歳の時、近所に住む1歳年上のエディ・ヘイゼルに出会い、彼にギターを教えてもらったり、セッションをするようになった。ジョージはザ・パーラメンツという名のドゥーワップグループを率いていたが、1966年頃よりこのグループのバックバンドでギタリストとして演奏するようになった。ビリーはエディをグループに誘い、このバックバンドにファンカデリックと名付けた。ザ・パーラメンツはレヴィロットから『（アイ・ウォナ）テスティファイ (I Wanna) Testify 』などのヒット曲を出したが、1968年契約上の問題から「ザ・パーラメンツ」の名を使用できなくなり、同年ジョージはバックバンドのファンカデリックを前面に出してウェストバウンドレーベルと契約し、1970年ファンカデリックとしてのファースト・アルバムを発表した。続いて1970年セカンドアルバム、1971年サードアルバムを発表したが、1972年ビリーはジョージとの金銭トラブルからバンドを脱退した。
その後ビリーはコモドアーズやフィッシュボーン、ジャーメイン・ジャクソン、ライオネル・リッチー、スモーキー・ロビンソンと共演し、また1975年のファンカデリックのアルバム『レッツ・テイク・イット・トゥー・ザ・ステージ Let's Take It to the Stage 』収録の『 Better By the Pound 』でベースを弾いた。
1994年にはO.G.ファンク名義で初のソロアルバム『アウト・オブ・ザ・ダーク～エディ・ヘイゼルに捧ぐ Out Of the Dark 』を発表した。
1997年、パーラメント - ファンカデリックのメンバーとして、ロックの殿堂入りを果たした。

## ディスコグラフィー

### O.G.ファンク
- アウト・オブ・ザ・ダーク～エディ・ヘイゼルに捧ぐ Out Of the Dark (Rykodisc, 1994)

ビリーのソロアルバム。